# Neobatrachus aquilonius
Neobatrachus aquilonius es una especie  de anfibios de la familia Limnodynastidae.

## Distribución geográfica
Se encuentra en Australia.